# Suore della Divina Provvidenza (Saint-Jean-de-Bassel)
Le Suore della Divina Provvidenza, dette di Saint-Jean-de-Bassel (in francese Soeurs de la Divine Providence de Saint Jean-de-Bassel), sono un istituto religioso femminile di diritto pontificio: le suore di questa congregazione pospongono al loro nome la sigla C.D.P.

## Storia
La congregazione deriva dalle suore della Provvidenza, fondate nel 1762 da Jean-Martin Moyë (1730-1793) per l'istruzione delle fanciulle nelle zone rurali della Francia.
Nel 1827 venne aperto un noviziato a Saint-Jean-de-Bassel, presso un edificio già appartenente ai cavalieri giovanniti, e il 13 dicembre 1838 Charles Forbin-Janson, vescovo di Nancy, costituì questo ramo in congregazione autonoma.
L'istituto, approvato civilmente dal presidente Luigi Napoleone Bonaparte il 12 marzo 1852, ricevette il pontificio decreto di lode il 31 gennaio 1931 e le sue costituzioni vennero approvate definitivamente dalla Santa Sede l'11 gennaio 1943.
Nel 1866, su richiesta di Claude-Marie Dubuis, vescovo di Galveston, le suore di Saint-Jean-de-Bassel a inviarono delle religiose in Texas, che si resero autonome nel 1886 assumendo il nome di Suore della Divina Provvidenza di San Antonio; da un ramo di suore ausiliarie della congregazione di San Antonio, nel 1930 ebbe origine l'istituto delle Missionarie Catechiste della Divina Provvidenza.

## Attività e diffusione
Le Suore della Divina Provvidenza sono dedite all'assistenza e all'educazione della gioventù e alla cura degli infermi.
Sono presenti in Europa (Belgio, Francia, Polonia), in Africa (Madagascar, Mali) e in America (Ecuador, Stati Uniti d'America): la sede generalizia è a Fénétrange.
Al 31 dicembre 2010 l'istituto contava 562 religiose in 116 case.